# Виноградов Павло Гаврилович
Виноградов Павло Гаврилович (англ. Paul Vinogradoff; 1854—1925) — російський історик-медієвіст і правознавець, ординарний професор Імператорського Московського університету. Член Російської АН з 1914 і ряду іноземних академій, почесний доктор багатьох зарубіжних університетів.

## Життєпис
Мав дворянське походження: син директора училищ Костромської губернії Гавриїла Кипріяновича Виноградова (1810—1885).
- 1871—75 — навчання на історико-філологічному факультеті Московського університету;

Закінчив університетський курс кандидатом із золотою медаллю за твір на задану тему «Землеволодіння в епоху Меровінгів». Залишений при університеті для приготування до професорського звання.
- 1875-76 — У Берліні займався у Теодора Моммзена і Генріха Бруннера, слухав лекції Леопольда фон Ранке. Виконав переклад «Історії цивілізації у Франції» Ф. Гізо — для видавництва К. Т. Солдатенкова.
- З 1876 викладач, а з 1881 — доцент кафедри загальної історії Московського університету. Викладав також на Вищих жіночих курсах В. І. Гер'є (1876—83).
- 1887 захистив докторську дисертацію «Дослідження із соціальної історії Англії середніх віків». З 1883, регулярно працював у Британському музеї та інших англійських книгосховищах.
- 1902 подав у відставку. Виїхав до Англії, де 1903 був обраний професором кафедри порівняльного правознавства Оксфордського університету.
- З 1908 року (зберігаючи професорську посаду в Оксфорді) кожен осінній семестр читав лекції і проводив семінари в Московському університеті в якості позаштатного ординарного професора загальної історії;
- 1911 повернувся до Оксфорда, де працював до кінця життя.
- 1917 отримав лицарський титул,
- 1918 отримав підданство.

## Суспільна діяльність
У 1897—1902 роках був гласним Московської міської думи; не перебував в політичних партіях, хоча і симпатизував октябристам і публікувався в їх газеті «Слово», після Першої російської революції підтримував «Партію мирного відновлення».

## Наукова діяльність
Наукове визнання Виноградову приніс т. з. юридичний метод, на основі якого він розглядав суспільно-економічні процеси крізь історію правових пам'яток і відносин між суспільством та державою.